# Hotline Miami
Hotline Miami (с англ. — «Горячая линия Майами») — компьютерная игра в жанре top-down shooter, которую разработала Dennaton Games и издала Devolver Digital. Действие игры разворачивается в 1989 году в Майами и в основном вращается вокруг безымянного молчаливого главного героя, которого фанаты прозвали «Джекет», получающего на свой автоответчик закодированные сообщения, приказывающие ему совершать вылазки с целью навредить местной русской мафии. Проект отличается крайним насилием и сюрреалистическим повествованием, а также саундтреком и визуальными эффектами, вдохновлёнными культурой 1980-х годов.
Hotline Miami была разработана на основе отменённой игры 2004 года под названием Super Carnage. Проект был разработан за девять месяцев и выпущен 23 октября 2012 года на Windows. В 2013 году игра вышла на OS X и Linux 18 марта и 9 сентября соответственно, а компания Abstraction Games портировала её на PlayStation 3 и PlayStation Vita 25 июня 2013 года, а также на PlayStation 4 19 августа 2014 года.
Hotline Miami получила признание критиков, особенно её хвалили за повествование, поднятые темы, саундтрек, цветовую палитру и динамику игрового процесса, но критиковали за однообразие в геймплее. Разные издания называют её одной из величайших игр всех времён, и она считается культовой. 10 марта 2015 года вышло продолжение игры под названием Hotline Miami 2: Wrong Number, которое завершает все сюжетные линии оригинала.

## Игровой процесс

Игровой процесс Hotline Miami

Hotline Miami разделена на несколько глав, каждая из которых разбита на несколько этапов. Зачастую они начинаются с того, что главный герой просыпается в своей квартире и слушает сообщения на автоответчике. Эти сообщения предписывают ему выполнять разные бытовые задачи (например, провести дезинсекцию) в оговорённых местах, которые, на самом деле, являются эвфемизмами обозначающими адрес, куда игрок должен прибыть, и где ему необходимо совершить бойню.
Hotline Miami выполнена в перспективе сверху вниз. Перед началом миссии игрок должен выбрать маску животного, которая даёт уникальные способности, например, более быстрое передвижение. На каждом этапе герой перемещается по зданию, его цель почти всегда состоит в том, чтобы убить всех противников. Иногда также задачей является поиск предметов, расположенных в одной из комнат.
Обычно игрок начинает каждое задание без оружия, недалеко от целевой локации. Оружие ближнего и дальнего боя можно собирать с поверженных врагов. Поскольку игрок не более устойчив к атакам, чем его соперники, часто к смерти приводит лишь один выстрел. Такие атаки, как удары кулаками, метание оружия и выбивание двери оглушают противника. В таком положении его можно казнить, в противном случае он очнётся и вновь станет опасен. Помимо обычных врагов, игрок позже сталкивается со сторожевыми собаками и более крупными противниками, имеющими больший запас здоровья, для победы над которыми требуются разные стратегии.
Вражеский искусственный интеллект заставляет противников двигаться непредсказуемо и затрудняет планирование. Игрок может перезапускать каждый этап сразу после своей смерти. В конце большинства глав происходит оценка действий героя на основе таких факторов, как скорость, разнообразие и безрассудство, при этом высокие баллы открывают новое оружие и дополнительные маски.

## Сюжет

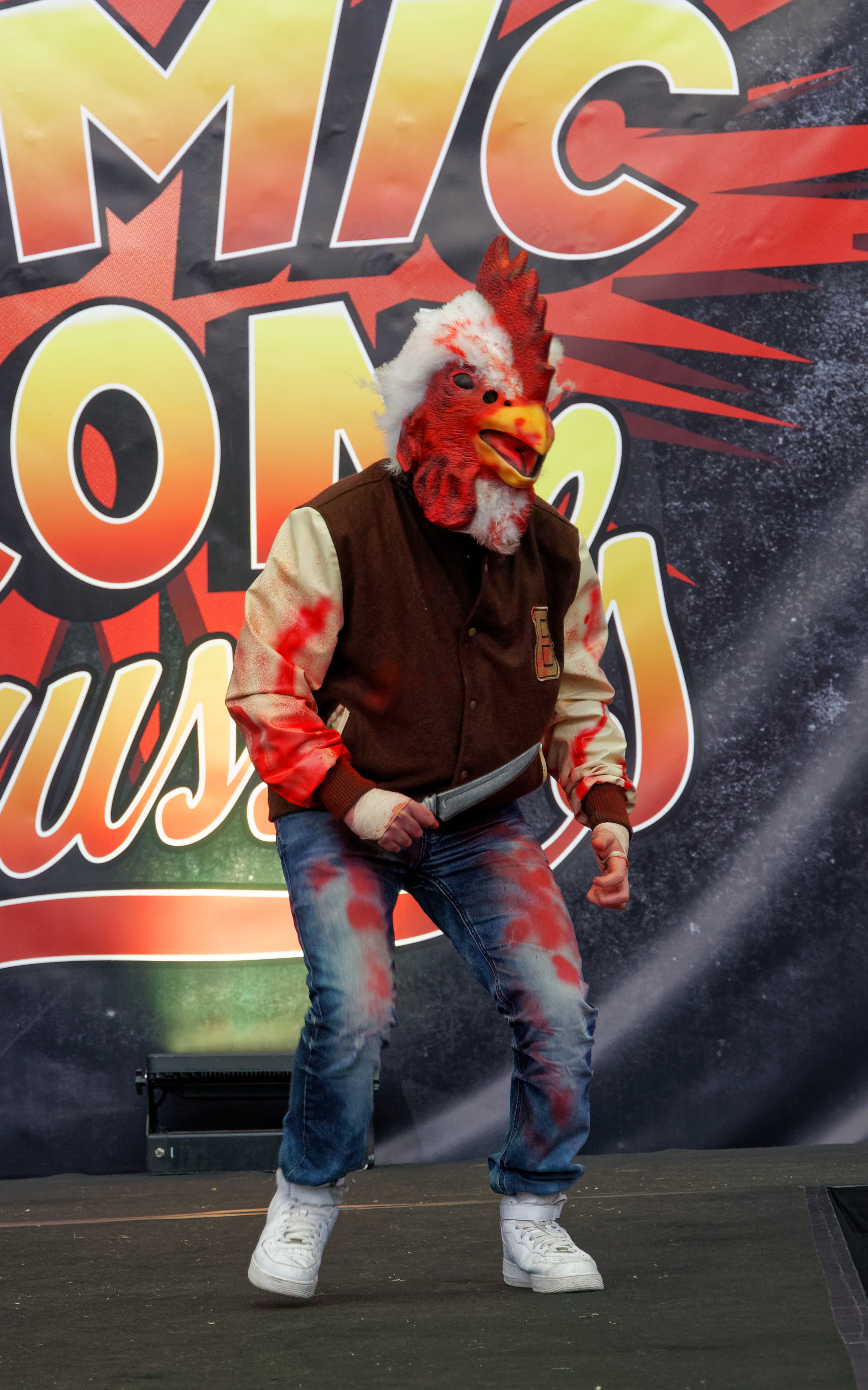
Косплеер в образе Джекета в маске петуха

Отношения между СССР и Соединёнными Штатами в ходе холодной войны накаляются, Советский Союз высаживает армию на Гавайях. В ходе войны США пришлось сдать остров. После окончания войны СССР сбрасывает ядерную бомбу на Сан-Франциско и вынуждает США создать Русско-Американскую коалицию. Советские граждане получают право свободно проживать на территории Америки, во многих штатах начала процветать преступная деятельность, связанная с русской мафией.
В 1989 году молодой человек по прозвищу Джекет получает сообщение на свой автоответчик, и к его двери доставляют посылку с маской петуха. К посылке приложена инструкция, предписывающая ему забрать портфель у русской мафии на станции метро. Джекет продолжает получать сообщения на свой автоответчик, в которых ему приказывают устраивать новые массовые убийства. После каждой резни главный герой посещает магазин или ресторан, где его встречает человек по прозвищу Борода и бесплатно отдаёт вещи, например, кассеты с фильмами и алкогольные напитки. Во время одного из нападений на телефонную компанию главный герой находит всех мертвыми, кроме другого убийцы, известного как Байкер, который пытается получить доступ к компьютеру, между ними происходит драка.
По мере того, как Джекет продолжает свои массовые убийства, его восприятие реальности становится всё более сюрреалистичным и извращённым. На местах работы Бороды появляются говорящие трупы, а потом и сам продавец внезапно умирает, его заменяет лысый мужчина по прозвищу Рихтер, который выгоняет главного героя. Однажды ночью, вернувшись домой, Джекет обнаруживает в своей квартире мужчину в крысиной маске, который стреляет в него. Впоследствии Джекет просыпается в местном госпитале. С этого момента события игры не являются воспоминаниями, всё время до этого Джекет лежал в коме, этим объясняется последующее отсутствие галлюцинаций. Главный герой пробуждается и сбегает из больницы, после чего штурмует штаб-квартиру полиции Майами, убивая всех внутри. Он обнаруживает, что нападавшим на него был Рихтер, который также получал сообщения на свой автоответчик. После допроса Джекет сохраняет ему жизнь и крадёт расследования убийств. Он отправляется в ночной клуб, где находит адрес штаб-квартиры русской мафии. Джекет отправляется туда, убивает всех охранников и противостоит обоим лидерам синдиката. Один из них совершает самоубийство, в то время как другой размышляет о том, что он сделал, и позволяет Джекету убить его без сопротивления. После этого главный герой выходит на балкон, закуривает сигарету, достаёт из кармана фотографию и выбрасывает её.
В эпилоге необходимо играть за Байкера, который совершает нападения на различные места, принадлежащие мафии, пытаясь определить источник сообщений, оставленных на его автоответчике. После встречи с Джекетом и допросов своих врагов Байкер узнаёт местоположение отправителей. Он спускается в канализацию и находит там комнату, наполненную звериными масками и телефонами. В этой комнате Байкер обнаруживает двух уборщиков, которые стояли за всеми заказами.
При стандартной концовке Байкер подбегает к уборщикам и требует от них объяснений. Те заявляют, что им просто было скучно, и это было для них своеобразной игрой. Игрок может убить уборщиков или оставить их в живых, но вне зависимости от выбора игра закончится демонстрацией Байкера, уезжающего на мотоцикле. Для получения скрытой концовки необходимо собрать все разбросанные по уровням буквы и составить из них пароль «IWASBORNINTHEUSA», а затем проверить находящийся по пути к канализации компьютер перед встречей с уборщиками. В этой концовке уборщики объясняют, что их планом было подорвать деятельность Русско-Американской коалиции путём планомерного уничтожения членов русской мафии под руководством патриотического фронта, известного как «50 благословений».

## Разработка

Hotline Miami основывается на демо-игре Сёдерстрёма под названием Super Carnage

В 2004 году Юнатан Сёдерстрём приступил к работе над игрой, известной как Super Carnage. Это был один из его первых проектов, и он поставил перед собой цель сделать «самую мясную игру», которая представляла собой шутер с видом сверху вниз, главной задачей в ней было убить как можно больше людей. Через год игру переделали, но позже отменили из-за трудностей с программированием поиска пути, Super Carnage стала одним из многих незаконченных прототипов. Спустя годы Седерстрём встретил Денниса Ведина, певца и клавишника группы Fucking Werewolf Asso. Они вместе создали рекламную игру под названием Keyboard Drumset Fucking Werewolf, а также стали разрабатывать проект Life/Death/Island, который позже отменили. Седерстрём и Ведин столкнулись с финансовыми трудностями, из-за которых они решили, что их следующая игра должна быть коммерческой. Просматривая свои незавершённые игры, Юнатан увидел потенциал прототипа Super Carnage, и дуэт принялся за разработку нового проекта, который изначально назывался Cocaine Cowboy, в честь документального фильма «Кокаиновые ковбои».
Разработка началась в 2011 году с использованием GameMaker и стала первой игрой недавно основанной компании Dennaton Games. Вскоре после её начала Cocaine Cowboy была переименована в Hotline Miami. Игра разрабатывалась в течение девяти месяцев с небольшим бюджетом. Команда столкнулась с проблемами при поиске пути и с ограничениями устаревшей версии GameMaker. Одна из проблем заключалась в том, что у тестировщиков часто происходили сбои в игре, когда принтер был подключён к их компьютеру.
Хотя разработчики не хотели, чтобы в игре было много диалогов и кат-сцен, отдавая приоритет игровому процессу, они добавили неигровых персонажей в масках. На создание игры повлияли Дэвид Линч, Гордон Фримен из серии Half-Life, а также фильмы «Пипец» и «Драйв» (в титрах игры авторы оставили благодарность режиссёру «Драйва» Николасу Виндингу Рефну). Во время разработки Седерстрём и Ведин поддерживали контакты с другими командами, одна из таких, компания Vlambeer, отправил копию Hotline Miami в Devolver Digital. Будущие издатели связалась с Dennaton и предложил опубликовать полную версию игры. Хотя поначалу разработчики не решались работать с издателем, они пошли на это из-за простоты издательского контракта.
За несколько дней до выпуска Hotline Miami разработчики открыли в Майами телефонную линию, на которую любой желающий мог оставить собственное голосовое послание. Некоторые из этих посланий были использованы в официальном трейлере игры, созданном через несколько дней после её выхода. В ноябре 2012 года вышел патч, добавляющий возможность играть при помощи геймпада, а также исправляющий некоторые ошибки, совершенствующий графику и добавляющий дополнительную главу — «Highball».

## Выпуск
Devolver Digital представила демо-версию Hotline Miami на выставке Rezzed Expo 2012, где она была признана главной игрой шоу. Шведский художник Никлас Окерблад нарисовал для неё обложку. Hotline Miami была выпущена 23 октября 2012 года.
В конце 2012 года Сёдерстрём выпустил патч к торрент-версии Hotline Miami, при этом Devolver Digital заявила, что не хочет, чтобы люди «играли в версию игры с ошибками, какой бы она у них ни была [лицензионной или пиратской]». В 2013 году проект был выпущен для OS X 19 марта, для Linux — 19 сентября, а для PlayStation 3 и PlayStation Vita 25 июня в Северной Америке и 26 июня в Европе. Портами занималась компания Abstraction Games.
28 мая 2013 года Hotline Miami была включена в восьмой сборник Humble Indie Bundle. 24 марта 2014 года Devolver Digital объявила, что игра выйдет на PlayStation 4. Выпуск состоялся 19 августа в Северной Америке и 20 августа в Европе.

## Саундтрек
Разработчики изначально решили, что музыка в их игре должна «передавать дух 80-х». Когда им не удалось получить лицензии на треки, которые они выбрали на ранних этапах разработки, Седерстрём нашёл композиторов с помощью библиотеки бесплатных песен на площадке Bandcamp. Некоторые треки в итоге были добавлены по лицензии, например, работы композитора M.O.O.N., а продюсер Scattle создал свою музыку эксклюзивно для игры. Саундтрек был выпущен в Steam и SoundCloud. После успешной кампании на Kickstarter была выпущена физическая версия на виниле.
Разные издания называют музыкальное сопровождение Hotline Miami одним из лучших саундтреков в истории видеоигр.
| №                   | Название                | Исполнитель                  | Длительность |
| ------------------- | ----------------------- | ---------------------------- | ------------ |
| 1.                  | «Horse Steppin»         | Sun Araw                     | 10:10        |
| 2.                  | «Hydrogen»              | M.O.O.N.                     | 4:49         |
| 3.                  | «Paris»                 | M.O.O.N.                     | 4:31         |
| 4.                  | «Crystals»              | M.O.O.N.                     | 4:49         |
| 5.                  | «Vengeance»             | Perturbator                  | 2:53         |
| 6.                  | «Deep Cover»            | Sun Araw                     | 8:05         |
| 7.                  | «Miami»                 | Jasper Byrne                 | 3:19         |
| 8.                  | «Hotline»               | Jasper Byrne                 | 3:12         |
| 9.                  | «Knock Knock»           | Scattle                      | 4:04         |
| 10.                 | «Musikk per automatikk» | Elliott Berlin               | 3:05         |
| 11.                 | «Miami Disco»           | Perturbator                  | 4:31         |
| 12.                 | «Release»               | M.O.O.N.                     | 6:02         |
| 13.                 | «A New Morning»         | Eirik Suhrke                 | 2:28         |
| 14.                 | «Flatline»              | Scattle                      | 2:14         |
| 15.                 | «Silver Lights»         | CoConuts                     | 6:36         |
| 16.                 | «Daisuke»               | El Huervo feat. Shelby Cinca | 2:42         |
| 17.                 | «Turf»                  | El Huervo                    | 5:04         |
| 18.                 | «Crush»                 | El Huervo                    | 2:40         |
| 19.                 | «Electric Dreams»       | Perturbator                  | 4:45         |
| 20.                 | «Inner Animal»          | Scattle                      | 3:40         |
| 21.                 | «It's Safe Now»         | Scattle                      | 2:43         |
| Общая длительность: | Общая длительность:     | Общая длительность:          | 1:32:22      |

| №                   | Название            | Исполнитель         | Длительность |
| ------------------- | ------------------- | ------------------- | ------------ |
| 22.                 | «To The Top»        | Scattle             | 1:58         |
| Общая длительность: | Общая длительность: | Общая длительность: | 1:58         |

## Приём

### Рецензии
| Сводный рейтинг       | Сводный рейтинг                                            |
| Агрегатор             | Оценка                                                     |
| --------------------- | ---------------------------------------------------------- |
| GameRankings          | - PC: 85,33 % - Vita: 89,17 % - PS3: 86,06 % - NS: 83,50 % |
| Metacritic            | 85/100                                                     |
| Иноязычные издания    |                                                            |
| Издание               | Оценка                                                     |
| Edge                  | 9/10                                                       |
| Eurogamer             | 10/10                                                      |
| Game Informer         | 7,75/10                                                    |
| GamesRadar+           | [ 6 ]                                                      |
| GameTrailers          | 8,7/10                                                     |
| IGN                   | 8,8/10                                                     |
| PC Gamer (UK)         | 86/100                                                     |
| VideoGamer            | 9/10                                                       |
| Русскоязычные издания |                                                            |
| Издание               | Оценка                                                     |
| Absolute Games        | 30 %                                                       |
| «Игромания»           | 8,0/10                                                     |

Hotline Miami получила преимущественно положительные отзывы. Общий балл на сайте-агрегаторе Metacritic составил 85/100.
Динамичность игрового процесса была положительно воспринята многими критиками. Том Брэмвелл из Eurogamer похвалил все аспекты геймплея и атмосферу, назвав их захватывающими и «работающими исключительно как единое целое».
Игра подверглась критике за отсутствие разнообразия. Бен Ривз из Game Informer и Грэм Смит из PC Gamer посчитали, что в игровом процессе «больше стиля, чем содержания», больше всего им не понравилось «безумное повторение» одного и того же уровня. В издании Absolute Games отметили, что уровни «наскучивают очень быстро», рецензент также посчитал, что одна половина масок бесполезна, а другая «губит баланс чрезмерной мощностью». Он заключил: «Броская, эпатажная оболочка скрывает лишь бедность, грубость исполнения и непродуманность».
Атмосфера и художественное оформление Hotline Miami были встречены очень положительно. Фил Кэмерон из VideoGamer.com написал, что атмосфера «очень хорошо снижает чувствительность к насилию», при этом назвав её одной из немногих игр, заслуживающих титула «симулятор убийств». В PC Gamer похвалили сюжет игры за то, что он не пытается выдать клише, оправдывающее насилие со стороны игрока. Дэнни О’Дуайер из GameSpot охарактеризовал игру как «чудесный шквал чувств». Однако атмосфера и насилие не обошлись без некоторой критики, например, со стороны Криса Колера из Wired, который назвал Hotline Miami «самой отвратительной видеоигрой всех времен». Саундтрек получил высокую оценку в различных изданиях за то, что он отлично передает атмосферу игры. В издании Game Informer похвалили музыку, назвав её «идеально переносящей вас в разум серийного убийцы». Джанкарло Салдана из GamesRadar+ и Оньетт из IGN охарактеризовали музыку как «очень эффектную» и «идеально сочетающуюся», соответственно.
Летом 2018 года, благодаря уязвимости в защите Steam Web API, стало известно, что точное количество пользователей сервиса Steam, которые играли в игру хотя бы один раз, составляет 2 584 720 человек.

### Награды и номинации
Перед выпуском игра была удостоена наград Игра шоу от Eurogamer и Rock, Paper, Shotgun на их первой выставке EGX Rezzed. После выхода она получила награду от IGN за «Лучший звук для ПК». Hotline Miami также была номинирована как «Лучшая экшн-игра для ПК», «Лучшая история для ПК», «Лучшая игра для ПК», «Лучшая экшен-игра в целом», «Лучшая музыка в целом» и «Лучшая игра в целом» от того же издания. PC Gamer наградил игру в номинации «Лучшая музыка 2012 года». На церемонии вручения награды Inside Gaming Awards в 2012 году проект получил награду «Самая оригинальная игра».

## Наследие
Разные издания признают Hotline Miami одной из величайших видеоигр в истории, а также одной из самых влиятельных инди-игр, когда-либо созданных, за что она получила культовый статус. Так, в 2023 году TechRadar назвал Hotline Miami «золотым стандартом» независимых игр. Успех проекта также распространился и на издателя Devolver Digital. После релиза Hotline Miami компания помогла выпустить множество других независимых игр, став одним из самых влиятельных издателей в этой области.
В 2012 году Сёдерстрём и Ведин заявили, что хотят создать дополнение для Hotline Miami, которое по мере разработки стало полноценным продолжением. После официального анонса на E3 в июне 2013 года Hotline Miami 2: Wrong Number была выпущена для Windows 10 марта 2015 года. Сиквел получил в целом более низкие отзывы по сравнению с первой игрой. После выпуска игра была замешана в скандале и её запретили в Австралии. В 2019 году Dennaton Games опровергла информацию о том, что третья игра находится в разработке. Серия комиксов, состоящая из восьми частей, изданная Behemoth Comics, под названием Hotline Miami: Wildlife, стала распространяться на физическом носителе в книжных магазинах компаниями Simon & Schuster и Diamond Comic Distributors, начиная с сентября 2020 года. До этого, с 2016 года, её можно было купить исключительно в цифровом виде. Пародия на Hotline Miami была включена в Devolver Bootleg (2019). Там она носит название Hotline Milwaukee. В 2014 году была представлена фигурка Джекета, которому можно менять маски.
Были выпущены два сборника, содержащих обе игры серии: Hotline Miami: Collected Edition и Hotline Miami Collection. Первый вышел в Японии 25 июня 2015 года на PlayStation 4 и продавался в розницу, в то время как второй выпущен в цифровом формате для Nintendo Switch 19 августа 2019 года, Xbox One 7 апреля 2020 года, Stadia 22 сентября 2020 года и PlayStation 5, Xbox Series X/S 23 октября 2023 года. Ограниченное физическое издание Hotline Miami Collection было выпущено онлайн компанией Special Reserve Games в 2020 и 2021 годах. На основе серии было создано несколько фан-игр и модов. Самым известным из них стал скандальный Midnight Animal, мод, вдохновлённый стилистикой Persona, разработку которого отменили в 2018 году.
Несколько видеоигр были вдохновлены Hotline Miami, часть из них была создана Devolver Digital. Одной из них является The Hong Kong Massacre (2019), которая сама по себе вдохновила на создание сцены в фильме «Джон Уик 4» (2023). Hotline Miami была представлена в The Last of Us Part II (2020) в качестве пасхалки. Издание PC Gamer считает, что проект стал основной причиной популяризации синтвейва в массовой культуре наряду с фильмом «Драйв» (2011). Игра участвовала в нескольких кроссоверах с другими видеоиграми, включая Payday 2 (2013), Dead Cells, Travis Strikes Again: No More Heroes (2019) и Fall Guys (2020).